# Wilhelm Matthäus
Wilhelm Matthäus (* 3. Juli 1881 in Duisburg; † 4. April 1968 in Traben-Trarbach) war ein deutscher Lehrer und Oberstudiendirektor, SS-Offizier und Kunstsammler.

## Leben
Wilhelm Matthäus wurde nach dem Besuch der Mittelschule 1893 in die Quinta des städtischen Gymnasiums aufgenommen, wo er 1901 die Reifeprüfung ablegte. Danach studierte er die Fächer Erdkunde, Englisch und Französisch an der Philipps-Universität Marburg. Während seines Studiums wurde er 1901 Mitglied der Burschenschaft Alemannia Marburg. Nach drei Semestern ging er für zwei Semester an die Sorbonne in Paris und wurde danach im September 1903 an der philosophischen Fakultät der Universität Greifswald aufgenommen, wo er 1905 promoviert wurde.

### Kaiserreich und Weimarer Republik

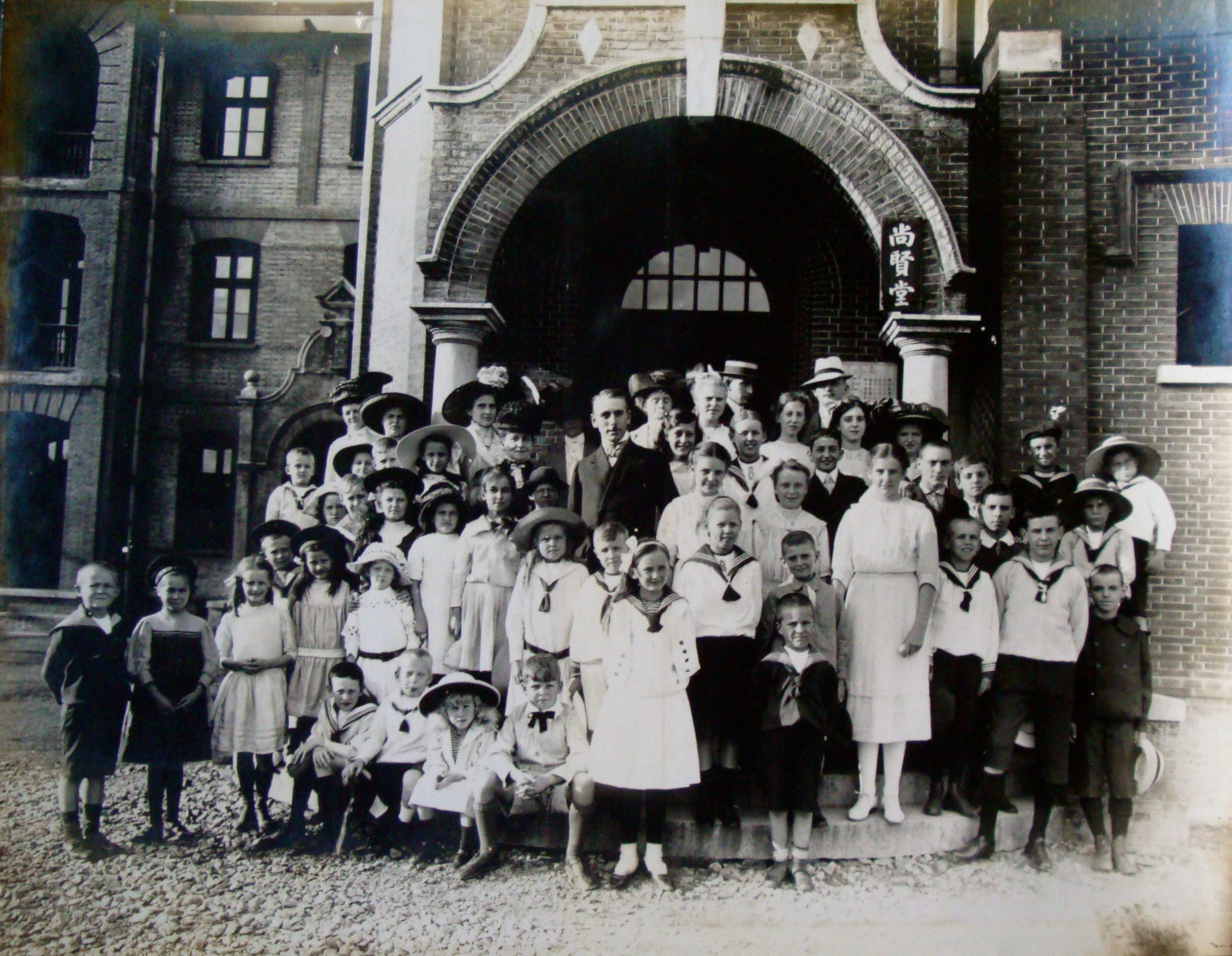
Schulausflug mit Dr. Matthäus (mittig) am 26. Oktober 1913 zum internationalen Institut Shanghai

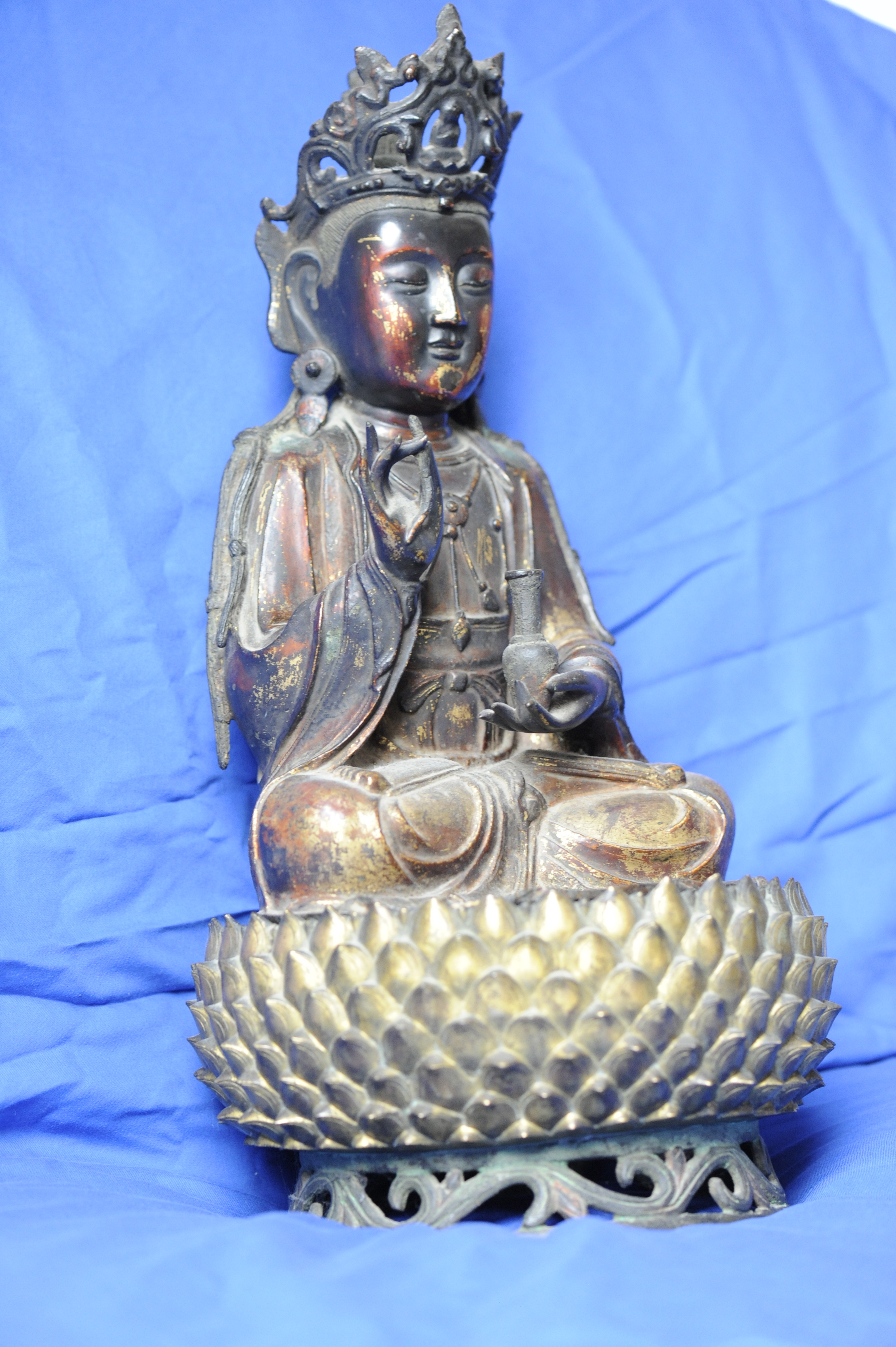
Bodhisattva Mahasthamaprapta, Bronze, Ming-Dynastie, China; aus der Sammlung Matthäus

Er war als Lehrer an der deutschen Schule in Rom tätig und dann von 1905 bis 1914 Oberlehrer und erster Direktor der neu gegründeten "Kaiser Wilhelm Schule" in Shanghai (Weihaiwei Road 30).
1925 wurde er Direktor des staatlichen Reformrealgymnasiums in Traben-Trarbach im Patronatsbereichs der Stadt Rheydt. Nachdem die im Oktober 1926 gegründete „Vereinigung der früheren Schüler des Gymnasiums und des Lutherhauses zu Traben-Trarbach a.d. Mosel“ bei der Enthüllung einer Ehrentafel für die 60 im Krieg gebliebenen Angehörigen des Hauses „Schwarz-Weiß-Rot“ anstelle der schwarz-rot-goldenen Flagge der Weimarer Republik geflaggt hatte, wurde Matthäus als Leiter der Schule nach Berlin zitiert. Die mit der um sich greifenden wirtschaftlichen Not verbundene politische Radikalisierung machte sich auch am Traben-Trarbacher Gymnasium bemerkbar, weshalb Mattäus schon 1930 zur politischen Toleranz mahnen musste.
Von 1931 bis 1933 war er Mitglied des Stahlhelm-Bundes. Im Jahr 1931 gründete er die Ortsgruppe Traben-Trarbach des Vereins für das Deutschtum im Ausland (VDA), die er leitete.

### Zeit des Nationalsozialismus
Nach der Machtergreifung am 30. Januar 1933 zog der neue Geist des Nationalsozialismus endgültig im Gymnasium ein. Nach vom Alumnat gesteuerten Demonstrationen und einem Schülerstreik der Hitler-Jugend gegen Matthäus musste er die Schule verlassen. Sein Nachfolger A. Schneller führte die Schule im Sinne des Nationalsozialismus.
Nachdem eine erste Aufnahme in die NSDAP zum 1. Mai 1933 ungültig war, schloss er sich der Partei zum 1. Mai 1937 an (Mitgliedsnummer 4.467.622). Ende 1939 war Matthäus, damals Leutnant der Reserve, als Gebietsbevollmächtigter „Wo II“ in Kostopol, das sich in fünf Ortsbezirke gliederte, zur Rückführung der Wolhyniendeutschen ins Reich abkommandiert worden. Gebietsbevollmächtigter „Wo I“ (Luck) war Alfred Karasek und „Wo III“ (Wladimir-Wolynsk) Karl Hösterey. Matthäus beschrieb in seinem Bericht über die Erfahrungen mit den Russen und Volksdeutschen die Haltung der volksdeutschen Umsiedler mit den Worten: „Ueberall wurden wir mit Begeisterung empfangen, gewissermassen als Befreier aus der Not und Bedrängnis. Ihr Vertrauen zu uns war grenzenlos. Sie vertrauten uns alles an (…).“
Nach seinem Eintritt in die SS (SS-Nr. 391 971) wurde er ab Juni 1940 im Ersatz-Bataillon Nord verwendet, wo er den Rang eines Oberführers innehatte. Im Januar 1942 wurde er als Hauptsturmführer in den Kommandostab Reichsführer SS versetzt. Am 9. November desselben Jahres wurde er zum Sturmbannführer der Reserve befördert. Im November 1942 war ihm die Schul- und Dienststellenleitung der neu eingerichteten Berufsschule der Waffen-SS in Mittweida übertragen worden, die er als erster Kommandeur. Die Schule diente der Ausbildung von kriegsversehrten Angehörigen der Waffen-SS zu Schulhelfern für den Osteinsatz. Von 1. Mai bis zum 6. Juli 1943 wurde er mit der Wahrnehmung der Geschäfte als Kommandeur der SS-Entlassungsstelle Mittweida beauftragt. Ab November 1943 war er als Sturmbannführer im Rasse- und Siedlungshauptamt (RuSHA) bis Mitte 1944 tätig. Danach war er bis Kriegsende ein zweites Mal Kommandeur der Schule in Mittweida.

### Nach 1945
Nach dem Krieg lebte Matthäus wieder in Traben-Trarbach. Von der Gründung im Jahr 1959 bis zu seinem Tod 1968 war er Leiter des Volksbildungswerkes Traben-Trarbach, dessen Leitung dann Oberstudienrat Wittkowsky übernahm. Matthäus war zu verdanken, dass sich die Orchestergemeinschaft Traben-Trarbach e. V. von einem Streichorchester zu einem Symphonieorchester mit Bläsern entwickelte.
Wilhelm Matthäus starb drei Monate vor seinem 87. Geburtstag. Sein Grab, in dem auch seine Frau Maria Anna Matthäus, geborene Frick  (1888–1968), beigesetzt wurde, die Frick am 20. November 1926 in Köln geheiratet hatte, befindet sich auf dem städtischen Friedhof Traben.

## Schriften
- Über formal bedeutsame Text-Änderungen der Handschrift Q an dem Texte des Lothringerliedes. Insbesondere über die von Q eingeführten archaischen Reihenschlüsse. [Diss.; 44. S.] F. W. Kunike, Greifswald 1905.
- Einführung. In: Die Festung Mont-Royal und ihre Bedeutung in der Geschichte des Rheinlandes. Ein Vortrag des Heimatbildners Dr. Ernst W. Spies. Herausg. von Wilfried Gibbert, BoD, 2017, S. 9. ISBN 3-744-87776-0